# York United FC
York United Football Club (tidligere kendt som York9 FC) er en canadisk professionel fodboldklub der til dagligt spiller i Premier League. York United FC var en af klubberne der var med til at grundlægge den Canadiske Premier League i 2019.